# Чернавин, Владимир Вячеславович
Владимир Вячеславович Чернавин (1887, Царское село — 31 марта 1949, Дорсет, Великобритания) — русский зоолог-ихтиолог, ставший известным как один из немногих заключённых советских лагерей, которые смогли осуществить успешный побег из ГУЛАГа и выбраться за границу.

## Биография
Родился в дворянской семье. Отец — Вячеслав Владимирович Чернавин (16.06.1862—вскоре после 1917), мать — Екатерина Александровна, урождённая Боярская (11.02.1864—1941). В 1897—1899 годах учился в Императорской Николаевской Царскосельской гимназии, в 1900—1905 годах учился в Петербургской школе Карла Мая. В 1902 году скончался его отец. В юности участвовал в экспедициях профессора В. В. Сапожникова в Сибири, который был вторым браком женат на сестре его матери Софье Александровне Сапожниковой, урождённой Боярской. Позднее сам возглавлял научные экспедиции по Южной Сибири и в Лапландию.
- Учился на естественном отделении физмата Петербургского университета в 1912—1917 годах с перерывами из-за начала Первой мировой войны и революции. Был призван в действующую армию и после ранения комиссован по инвалидности в 1915 г[2].
- В 1917 году женился на Татьяне Васильевне Сапожниковой[англ.] (1887—1971), дочери В. В. Сапожникова, работавшей в 1930-е годы в СССР музейным хранителем в Эрмитаже[5]:575.
- Начал карьеру с чтения лекций в Петроградском агрономическом институте, где завершил работу над диссертацией и получил учёную степень. По воспоминаниям жены, основным мотивом поступления на службу в институт была возможность получения молока (для недавно родившегося ребёнка), ежедневно выдававшегося сотрудникам института, имевшего собственное стадо молочных коров[6].
- В 1923 году стал преподавать ихтиологию в этом же институте[7].
- С 1926 года работал Директором по производству и исследовательской работе рыбопромышленного треста в Мурманске. С 1928 года отошёл от производственной деятельности и сосредоточился на исследованиях в области развития скелета лососевых[8].
- В 1930 году арестован. В январе—марте 1931 года в Крестах с Чернавиным, «красивым брюнетом небольшого роста, весёлым и смелым человеком», встретился профессор Б. Е. Райков[9]. По словам Райкова, Чернавина арестовали по «дурацкому процессу „консервных вредителей“»[9]. В продаже появились недоброкачественные рыбные консервы, и были случаи отравления ими. ГПУ заподозрило вредительство и арестовало группу техников и инженеров, причастных к консервному производству, которые были впоследствии расстреляны. Чернавина привлекли к этому делу только оттого, что он изучал рыб, хотя к консервам он не имел прямого отношения. На допросах от Чернавина требовали признательных показаний, в противном случае угрожали расстрелом. Для оказания психологического давления ГПУ арестовало и его жену. Понимая, что признание — как и для 48 человек, ранее обвинённых по этому делу, — будет означать неминуемую смерть, Чернавин всё отрицал, и 25 апреля 1931 года он был осуждён за «вредительство» по статье 58 (п. 7) советского Уголовного кодекса и приговорён к 5 годам пребывания в исправительно-трудовом лагере. Райков говорит, что «это был очень образованный человек, много бывавший за границей, прекрасный рассказчик, который развлекал всю камеру»[9].
- Оказавшись сначала в Соловецком лагере на тяжёлых работах, таких как погрузка брёвен, Чернавин был впоследствии переведён в Кемь, где получил работу по специальности в лагерном рыбоводческом хозяйстве. Здесь, узнав о том, что его жена была освобождена из тюрьмы, он стал готовиться к побегу из заключения и из страны. По роду своей деятельности Чернавин много перемещался без охраны по территории Кемского района, выбирая места для рыбного промысла и изучая возможность использования рыбы на корм домашнему скоту. Временами он даже «сдавался в аренду» лагерным начальством в качестве лектора и инструктора для работы с председателями местных рыбоводческих колхозов. В ноябре 1931 года к нему на свидание приехали жена с сыном.

## Жизнь после побега
В августе 1932 года, во время следующего приезда жены и сына Андрея, Чернавин вместе с ними бежал из Кандалакши в Финляндию, для чего им пришлось идти 22 дня по пересечённой местности, страдая от недостатка еды и плохой погоды. Впоследствии сын Чернавина описал их побег из СССР, и по этому описанию в 2000 году был снят документальный фильм «Гулаг» (режиссёр Ангус МакКуин).
Чернавин с семьёй более года жил в Финляндии, где его жена лечилась от сердечного заболевания, спровоцированного тяжёлыми условиями побега, описанного ею впоследствии в книге «Побег из ГУЛАГа» (СПб.: Канон, 1999. — С. 6—328. Английское заглавие: «Escape from the Soviets»).
В 1934 году Чернавины переехали в Великобританию. В 1937?—1939 годах работал в Британском музее (в каком качестве неясно). Владимир Набоков, напряжённо искавший в 1937 году работу, с завистью писал, что Чернавин дома «в халате рисует лососевый скелет»:293, 365. Татьяна Васильевна стала работать письменным переводчиком в Министерстве информации.
Семья Чернавиных, в особенности Татьяна Васильевна, поддерживала отношения с Владимиром Набоковым и помогала ему. Он писал о Чернавиной: 

Какая она прелесть! Рассказала, между прочим, что особенно восприняла некоторые страницы «Дара», потому что её отец был (известный) ботаник-путешественник и она раза два (в 20-х годах) сопровождала его на Алтай и т. д., а затем он пропал, как мой [герой «Дара» энтомолог К. К. Годунов-Чердынцев], ей в Томске сказали, что он погиб, но потом выяснилось, что он взят в плен какими-то местными мятежниками:364-365.

## Свидетельство об условиях жизни в СССР
Ещё в 1933 году, находясь в Финляндии, Чернавин написал в английскую газету The London Times письмо «О методах ОГПУ», опубликованное в одном из апрельских номеров этой газеты. Письмо было основано на личном опыте автора и являлось опровержением утверждения А. Вышинского о том, что «…в СССР обвиняемые не подвергаются пыткам…», которое прозвучало на проходившем в Москве показательном суде над шестью инженерами компании Metropolitan-Vickers, обвинёнными в шпионаже. В марте 1934 года жена Чернавина Татьяна выступила в Лондоне с публичной лекцией «Участь работника умственного труда в Советской России» (The fate of the intellectual worker in Soviet Russia).
Вышедшая вскоре после этого книга Чернавина «Я говорю от имени молчащих. Заключённые Советов» (I Speak for the Silent: Prisoners of the Soviets) вместе с книгой его жены стали одним из первых опубликованных на Западе свидетельств об условиях жизни при советской власти, о деятельности ГПУ и о порядках в лагерях ГУЛАГа.
«Новые массы» (The New Masses) — американский литературный журнал коммунистического толка, издававшийся в Нью-Йорке, назвал книгу Чернавина «злобной» атакой на Советский Союз со стороны «аристократа». В опубликованной в этом журнале рецензии на книгу говорилось:
Чернавин хочет показать себя интеллектуалом, стоящим выше политических интриг и озабоченным только своей работой, выполнять которую он не может из-за того, что его преследуют, как классового врага… Претендуя на «научный анализ», он пишет о невозможности и абсурдности устанавливаемых Госпланом заданий вследствие нехватки рабочей силы как квалифицированной, так и неквалифицированной… и неэффективности членов партии… В остальном книга повествует о пребывании Чернавина в местах заключения и о его попытках сбежать оттуда. Здесь автор сбрасывает маску учёного, и мы погружаемся в атмосферу дешёвого приключенческого романа… Чернавин щеголяет научной объективностью, но, в сущности, его книга — это история человека, который вследствие своих классовых недостатков оказался отщепенцем в новом обществе.
В своих мемуарах У. Чемберс назвал книгу Чернавина «Я говорю от имени молчащих» одной из причин своего решения порвать с коммунистическим подпольем в конце 1930-х годов.

## Семья
- Жена — Татьяна Васильевна Сапожникова[англ.] (1887—1971), дочь В. В. Сапожникова, работала в 1930-е годы в СССР музейным хранителем в Эрмитаже[5]:575
  - Сын — Андрей (1918—2007), в 14 лет бежал за границу вместе с родителями[5]:624, получил образование и позднее работал инженером[12].
- Сестра — Екатерина Вячеславовна Чернавина (07.05.1886—?)[4]
- Брат — Александр Вячеславович Чернавин (02.02.1889—?), женат на Анфисе Андреевне, урождённой ?[4]
- Сестра — Ксения Вячеславовна Чернавина (25.10.1890—?)[4]
- Брат — Виктор Вячеславович Чернавин (07.04.1899—1942), женат на младшей единокровной сестре жены Владимира Вячеславовича, Екатерине Сапожниковой (1907—1989)[4]
- И ещё один брат или сестра[4]

## Избранные труды
- 1935 — I Speak for the Silent Prisoners of the Soviets. Boston: Half Cushman & Flint.
- 1938 — Changes in the Salmon Skull.
- 1939 — The origin of salmon: Is its ancestry marine or fresh water. Salm. Trout Mag.
- 1940 — Six Specimens of Lyomeri in the British Museum (with notes on the skeleton of Lyomeri).
- 1940 — Further Notes on the Structure of the Bony Fishes of the Order Lyomeri (Eurypharynx).
- 1944 — A revision of some Trichomycterinae based on material preserved in the British Museum (Natural History). Proceedings of the Zoological Society of London, 114: 234—275.
- 1944 — The breeding characters of salmon in relation to their size.
- 1953 — The feeding mechanisms of a deep sea fish, Chauliodus sloani Sckneider.